# Haseenabanu Ismail
Haseenabanu Ismail (nascida em 9 de novembro de 1969) é uma política sul-africana da Aliança Democrática que actua como membro da Assembleia Nacional da África do Sul desde maio de 2019. Ismail foi anteriormente conselheira da ala 29 no Município Metropolitano de Ekurhuleni.

## Carreira política
Ela é membro da Aliança Democrática (DA). Em 2013, ela foi nomeada para o conselho municipal de Ekurhuleni como vereadora de representação proporcional (PR). Antes das eleições municipais de 2016, Ismail foi escolhida como candidata da DA para a ala 29 em Ekurhuleni, uma área que inclui Actonville. Ela venceu a eleição com 43,9% dos votos.
Antes das eleições gerais de 2019, Ismail ocupava o 13º lugar na lista nacional da DA. Na eleição, ela ganhou uma cadeira na Assembleia Nacional. Ela é membro do Comité de Portefólio de Saúde no parlamento.